# Comté de Terry
Pour les articles homonymes, voir Terry.
Le comté de Terry, en anglais : Terry County, est un comté situé au nord-ouest de l'État du Texas aux États-Unis. Fondé le 19 novembre 1876, son siège de comté est la ville de Brownfield. Selon le recensement des États-Unis de 2020, sa population est de 11 831 habitants. Le comté a une superficie de 2 307,4 km2, dont 2 302 km2 de surfaces terrestres. Il est nommé en référence au colonel Benjamin Franklin Terry, de l'Armée des États confédérés.

## Organisation du comté
Le comté de Terry est créé le 19 novembre 1876, à partir des terres du comté de Young. Après plusieurs réorganisations foncières, il est définitivement organisé et autonome, le 29 juin 1904.
Il est baptisé en l'honneur du colonel Benjamin Franklin Terry (en), commandant la 8e cavalerie du Texas (en), appelée Terry's Texas Rangers, de l'Armée des États confédérés, pendant la guerre de Sécession,,.

## Géographie
Le comté de Terry est situé au sud des Grandes Plaines, au nord-ouest de l'État du Texas, aux États-Unis,.
Il a une superficie totale de 2 307,4 km2, composée de 2 302 km2 de terres et de 5,4 km2 de zones aquatiques.

## Comtés adjacents
| Comté de Cochran | Comté de Hockley | Comté de Lubbock |
| Comté de Yoakum  | comté de Terry   | Comté de Lynn    |
|                  | Comté de Gaines  | Comté de Dawson  |

## Démographie

Pyramide des âges du comté de Terry (2000).

Lors du recensement de 2010, le comté comptait une population de 12 651 habitants. En 2017, la population est estimée à 12 715 habitants,.
| Groupes           | Comté de Terry | Texas | États-Unis |
| ----------------- | -------------- | ----- | ---------- |
| Blancs            | 81,3           | 70,4  | 72,4       |
| Afro-Américains   | 4,8            | 11,9  | 12,6       |
| Autres            | 10,5           | 10,6  | 6,4        |
| Métis             | 2,6            | 2,5   | 2,7        |
| Amérindiens       | 0,6            | 0,7   | 0,9        |
| Asiatiques        | 0,2            | 3,8   | 4,8        |
| Total             | 100            | 100   | 100        |
|                   |                |       |            |
| Latino-Américains | 49,1           | 37,6  | 16,7       |

Selon l'American Community Survey, pour la période 2011-2015, 63,13 % de la population âgée de plus de 5 ans déclare parler anglais à la maison, alors que 31,69 % déclare parler l’espagnol, 4,74 % l'allemand et 0,45 % une autre langue.